# Michele Mian
Michele Mian (* 18. Juli 1973 in Gorizia) ist ein ehemaliger italienischer Basketballspieler.

## Werdegang
Mian begann mit elf Jahren in seiner Heimatstadt mit dem Basketballsport. Der Einstieg in den Berufsbasketball gelang ihm beim Zweitligisten Pallacanestro Gorizia. Mit der Mannschaft stieg er 1998 in die Serie A auf. 1999 gab der Verein sein Teilnahmerecht aus wirtschaftlichen Gründen an Victoria Libertas Pesaro ab. Seine längste Station in der Serie A wurde Pallalcesto Amatori Udine (2000 bis 2006). Hernach zog er sich aus der höchsten Spielklasse Italiens zurück. Mian nahm während seiner Laufbahn an insgesamt 449 Serie-A-Spielen teil.
Im Dezember 1997 bestritt er sein erstes A-Länderspiel, bis 2004 bestritt er 158. 1999 wurde er mit Italien Europameister, kam im Endspiel aber nicht zum Einsatz. Mian ist zweimaliger Olympiateilnehmer, 2004 gewann er mit Italien bei den Spielen in Athen Silber. Im Endspiel gegen Argentinien blieb er ohne Einsatzzeit.
Mian schloss ein Hochschulstudium in den Fächern Geschichte und Philosophie ab. 2013 eröffnete er in Udine eine Basketballschule.

## Erfolge

### Nationalmannschaft
- Europameister 1999
- Silbermedaille bei den Olympischen Sommerspielen 2004
- Bronze bei der Europameisterschaft 2003
- Silber bei den Mittelmeerspielen 1997
- Silbermedaille bei der U22-Europameisterschaft 1994